# Ludwigslust
Ludwigslust è una città del Meclemburgo-Pomerania Anteriore, in Germania.
Fa parte del circondario (Landkreis) di Ludwigslust-Parchim, a 40 km a sud di Schwerin.

## Geografia fisica
Ludwigslust fa parte della Regione metropolitana di Amburgo ed è ubicata nella parte occidentale del Land Meclemburgo, sul Ludwigsluster, un canale artificiale tra Störkanal e Rögnitz, e nell'estremità orientale dell'area di Griese. Ad ovest è situata una foresta decidua di 550 ettari, a nord-est e a est si trovano estesi frutteti, a sud-ovest prati. La periferia nord-orientale è delimitata da un bosco di conifere di 170 ha; vaste foreste di conifere sono peraltro presenti anche nella zona sud-occidentale della città, per un totale di 370 ha.
Il punto più basso dell'area urbana è di 22 m sul livello del mare, nei prati vicino al distretto di Hornkaten, il più alto è di 64 m sul livello del mare, lungo la B5 ad ovest del distretto di Kummer.

## Storia
Nel 1724 il principe Cristiano Ludovico II di Meclemburgo-Schwerin decise di costruire un padiglione di caccia vicino ad una tenuta chiamata Klenow o Kleinow e menzionata già nel 1333. Più tardi, in seguito al passaggio del territorio a Ducato, questo divenne la residenza preferita del principe, nominata di conseguenza Ludwigslust ("piacere di Ludovico"). Nel 1765 Ludwigslust diventò la capitale del ducato al posto di Schwerin. La città venne ampliata da un palazzo residenziale (il "Castello"). Questo status continuò fino al 1837, quando il Granduca Paolo Federico riattribuì la qualifica di capitale a Schwerin.
Il campo di concentramento di Wöbbelin – a volte denominato "campo di concentramento di Ludwigslust" – fu costruito come campo satellite di Amburgo-Neuengamme ed ubicato dalle SS vicino a Ludwigslust nel 1945.
Alla fine della Seconda guerra mondiale, all'epoca della divisione tra forze armate sovietiche e degli Alleati, la città venne inizialmente occupata dalle truppe britanniche, poi consegnata a quelle americane. Dal 22 febbraio 1945 Ludwigslust subì i bombardamenti dell'aeronautica statunitense, le cui truppe il 18 marzo dello stesso anno si ritirarono e permisero a quelle sovietiche di entrarvi in base agli accordi di Yalta che stabilivano che il Meclemburgo doveva essere occupato ed amministrato dai Sovietici.

## Economia
Grazie al collegamento con la linea ferroviaria Amburgo-Berlino, Ludwigslust si è sviluppata lungo un nodo del traffico nel Meclemburgo sudoccidentale.

### Evoluzione demografica[3]
| - 1703: 85 - 1793: 1 500 - 1850: 5 435 - 1876: 6 005 - 1890: 6 500 - 1900: 6 640 - 1910: 6 911 - 1925: 7 179 | - 1933: 8 005 - 1945: 22 000 - 1957: 12 148 - 1962: 11 800 - 1984: 13 000 - 1989: 13 176 - 1992: 12 680 - 2000: 12 506 | - 2001: 12 449 - 2002: 12 275 - 2003: 12 195 - 2004: 12 057 - 2005: 12 907 - 2006: 12 815 - 2013: 12 095 |

## Luoghi di interesse

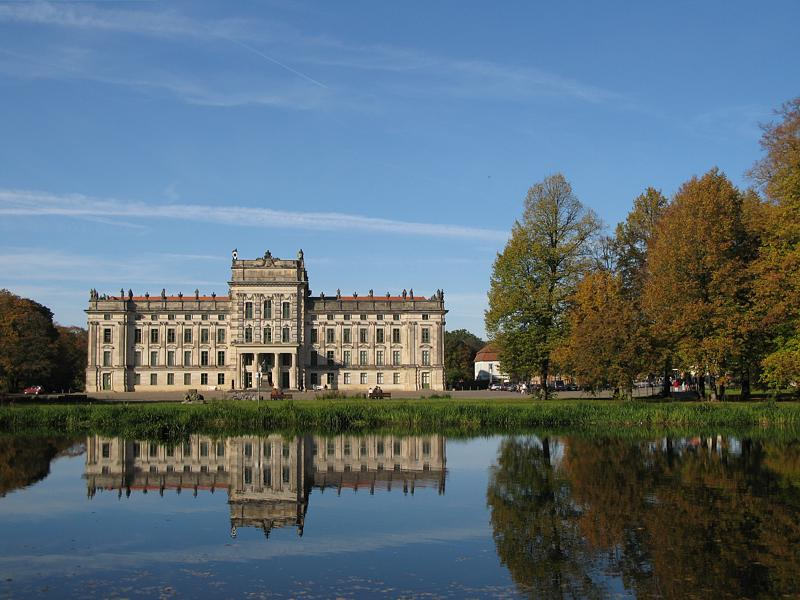
Il Castello di Ludwigslust

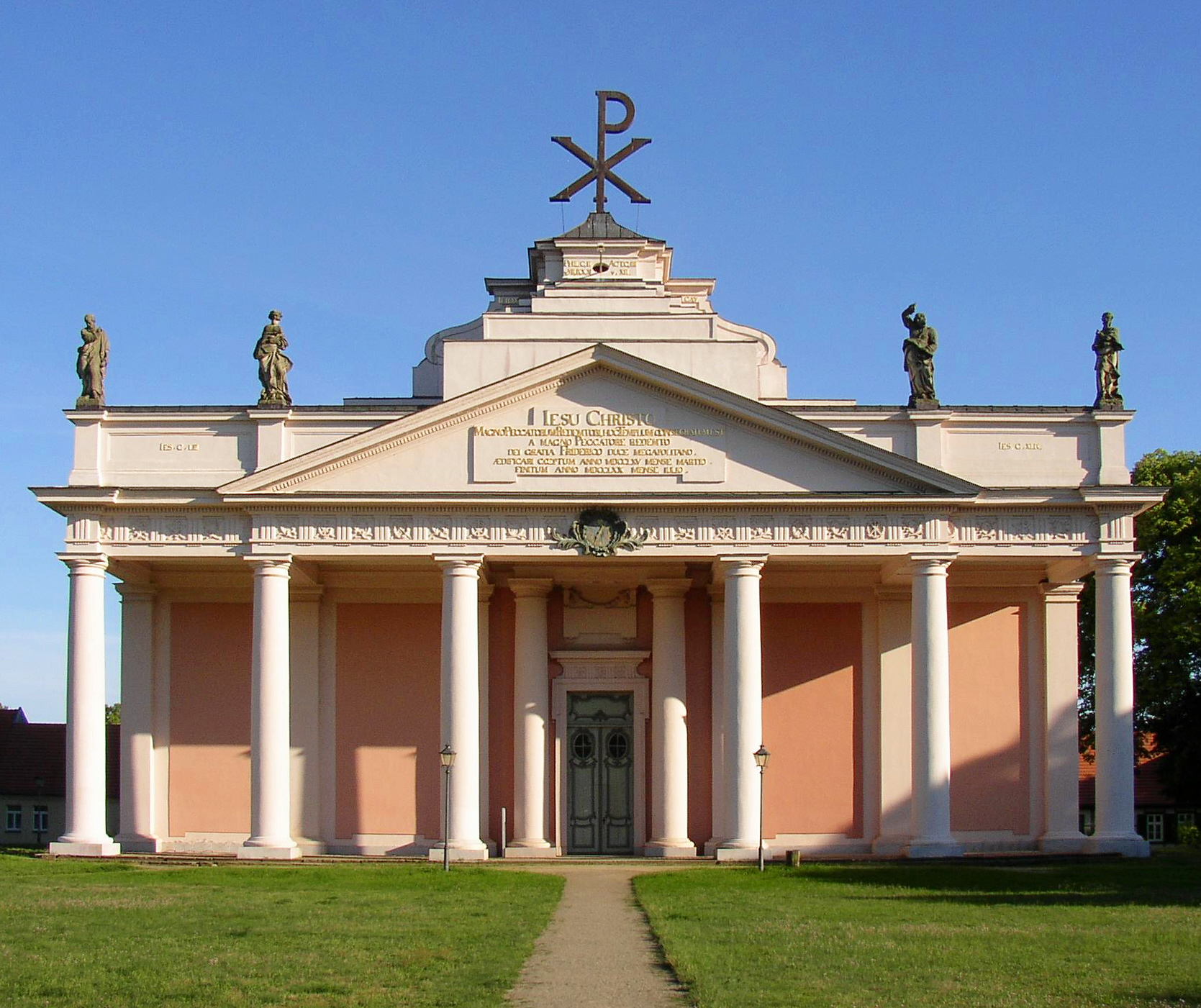
La Chiesa municipale

- Il Castello di Ludwigslust, un palazzo residenziale barocco costruito tra il 1772 e il 1776, progettato da Johann Joachim Busch. È chiamato "Piccola Versailles del Meclemburgo". Il palazzo, con pianta a forma di E, è posizionato al centro dei giardini del palazzo (Schlosspark), un vasto parco di 120 ettari in stile inglese, con canali, fontane e cascate artificiali. La stanza più importante è la Sala d'oro.
- Il parco del castello fu realizzato da Busch come un giardino barocco alla francese, decorato con viali e fontane. È il più grande parco del Meclemburgo-Pomerania Anteriore.
- La Stadtkirche (Chiesa municipale), eretta fra il 1765 e il 1770 in stile neoclassico con influenza barocca. Su disegno classico, con un portico che poggia su sei colonne doriche, fa assumere all'edificio un aspetto simile ad un tempio greco.
- Il centro storico fu costruito dal capomastro Busch con la collaborazione di Heinrich von Sedlitz e dal 1809 dal capomastro Johann Georg Barca, in stile classicista.
- La Chiesa cattolica di Sant'Elena in stile neogotico romantico, costruita nel 1803-1809 su progetto del Seydewitz e completata da Barca.
- Il Monumento al Duca Federico Francesco, in arenaria e rilievo in marmo, opera dello scultore Rudolph Kaplunger, datato 1791.
- Il Monumento alla duchessa Elena Pavlovna Romanova con l'urna di marmo dello scultore Franz Pettrich, eretto intorno al 1810.
- Il "Gran Canale" o Ludwigsluster Kanal, del 1760, le cui acque terminano in una cascata.

## Geografia antropica

### Suddivisioni amministrative
Il comune comprende, oltre all'area urbana di Ludwigslust e Techentin, le frazioni di Glaisin, Hornkaten, Kummer e Niendorf-Weselsdorf. Sono inoltre presenti insediamenti nei villaggi di Jägerhof, Georgenhof, Lindenkrug e Mathus.

## Infrastrutture e trasporti

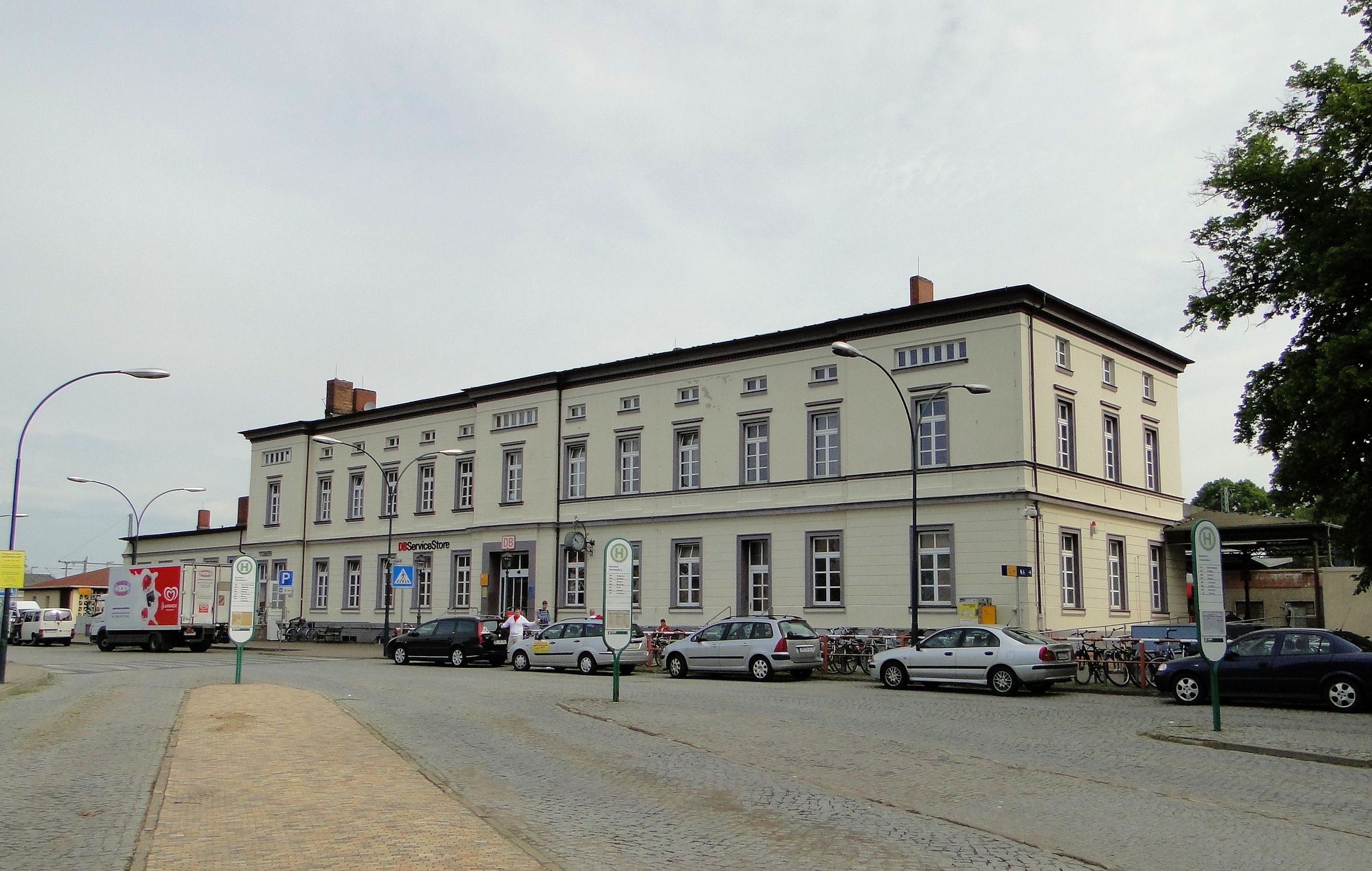
La stazione ferroviaria di Ludwigslust

La stazione ferroviaria di Ludwigslust è servita dalle linee:
- InterCityExpress in direzione Amburgo e Berlino,
- Eurocity in direzione Amburgo, Berlino e Dresda,
- Intercity in direzione di Amburgo, Berlino, Dresda, Schwerin, Rostock, Magdeburgo, Lipsia
- Regional Express 2: Wismar - Schwerin - Ludwigslust - Nauen - Berlino - Königs Wusterhausen - Lübben - Cottbus
- Regional Express 7: Wismar - Schwerin - Ludwigslust.

Gli autobus in partenza da Ludwigslust appartengono alla società di trasporti Ludwigsluster, con sede ad Hagenow; i pullman sono invece gestiti dalla compagnia Kröger.
Ludwigslust è attraversata dalle autostrade federali 5 e 191. Fino al 31 dicembre 2015 la B106 collegava la A24 con la città, ma è stata declassata a strada statale a causa dell'apertura dell'autostrada A14 (ancora incompleta) tra Magdeburgo e lo svincolo di Schwerin.

## Amministrazione

### Gemellaggi
- Ahrensburg ( Germania)
- Muscatine ( Stati Uniti)
- Kamskoe Ust'e ( Russia)